# Mortes em fevereiro de 2008
Mortes em 2008: ← Janeiro – Fevereiro – Março – Abril – Maio – Junho – Julho – Agosto – Setembro – Outubro – Novembro – Dezembro →
Esta é uma relação de pessoas notáveis que morreram durante o mês de fevereiro de 2008, listando nome, nacionalidade, ocupação e ano de nascimento.

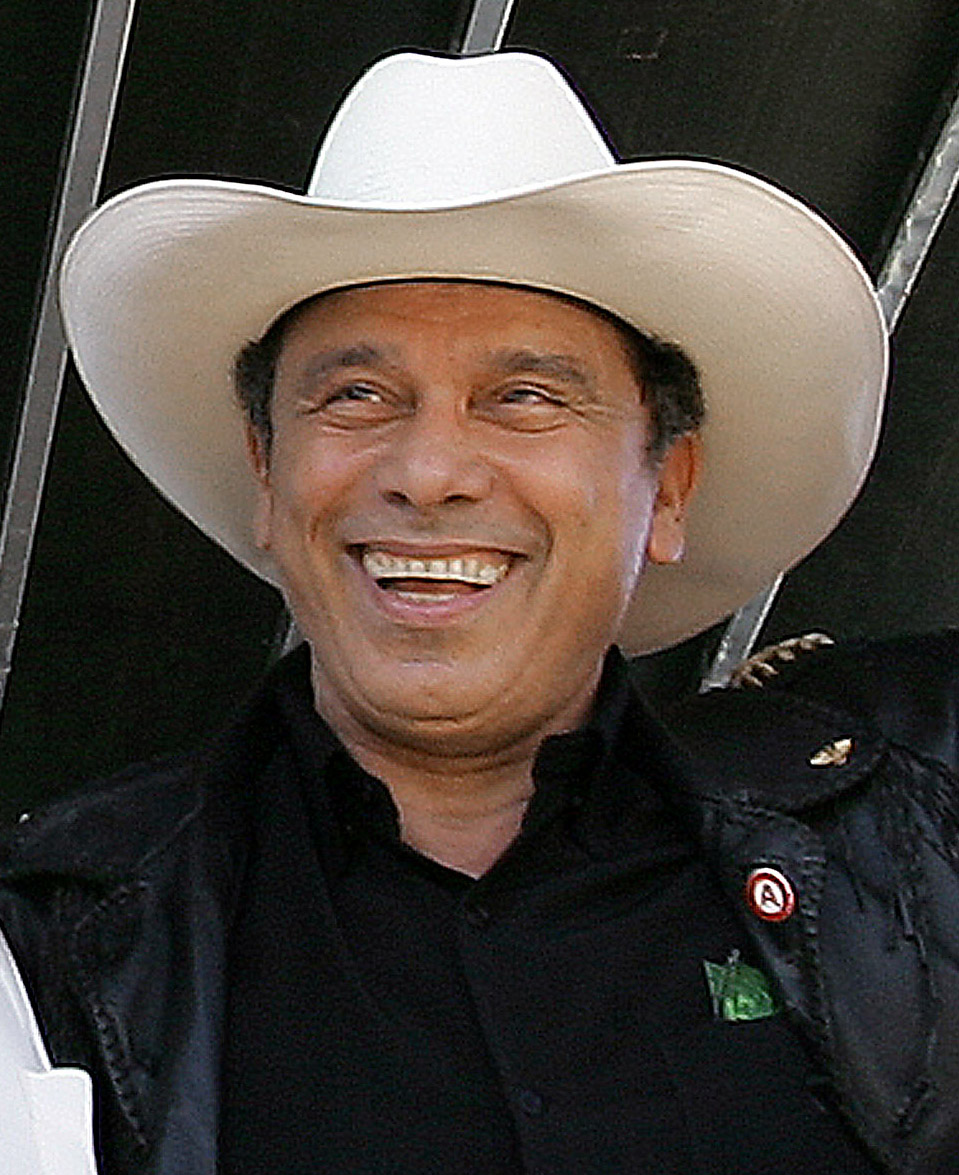
Beto Carrero, artista e empresário brasileiro.

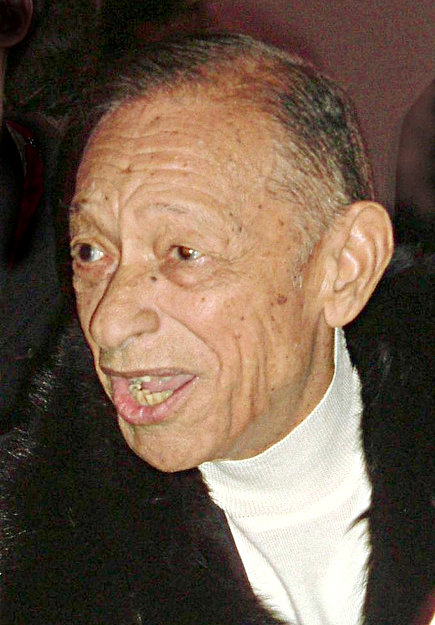
Henri Salvador, cantor francês.

| Dia | Nome                     | Profissão ou motivo de reconhecimento | Nacionalidade  | Ano de nasc. | Ref    |
| --- | ------------------------ | ------------------------------------- | -------------- | ------------ | ------ |
| 1   | Beto Carrero             | Empresário                            | Brasil         | 1937         | [ 1 ]  |
| 1   | Hélio Quaglia Barbosa    | Ministro do STJ                       | Brasil         | 1941         | [ 2 ]  |
| 2   | Joshua Lederberg         | Médico                                | Estados Unidos | 1925         | [ 3 ]  |
| 5   | Maharishi Mahesh Yogi    | Guru                                  | Índia          | 1917         | [ 4 ]  |
| 6   | Tony Rolt                | Automobilista e militar               | Inglaterra     | 1918         | [ 5 ]  |
| 9   | Guy Tchingoma            | Futebolista                           | Gabão          | 1986         | [ 6 ]  |
| 10  | Inga Nielsen             | Soprano                               | Dinamarca      | 1946         | [ 7 ]  |
| 10  | Roy Scheider             | Ator                                  | Estados Unidos | 1932         | [ 8 ]  |
| 10  | Steve Gerber             | Escritor                              | Estados Unidos | 1947         | [ 9 ]  |
| 11  | Alfredo Reinado          | Militar                               | Timor-Leste    | 1967         | [ 10 ] |
| 12  | Badri Patarkatsishvili   | Homem de negócios                     | Geórgia        | 1955         | [ 11 ] |
| 13  | Henri Salvador           | Cantor                                | França         | 1917         | [ 12 ] |
| 13  | Michele Greco            | Mafioso                               | Itália         | 1924         | [ 13 ] |
| 14  | Larry King               | Estudante assassinado                 | Estados Unidos | 1993         | [ 14 ] |
| 15  | Joaquim Costa            | Músico                                | Portugal       | 1935         | [ 15 ] |
| 18  | Alain Robbe-Grillet      | Escritor                              | França         | 1922         | [ 16 ] |
| 19  | Araken Peixoto           | Músico                                | Brasil         | 1930         | [ 17 ] |
| 19  | Jonas Pinheiro           | Senador                               | Brasil         | 1941         | [ 18 ] |
| 19  | Lydia Shum               | Comediante e atriz                    | Hong Kong      | 1945         | [ 19 ] |
| 21  | Emmanuel Sanon           | Futebolista                           | Haiti          | 1951         | [ 20 ] |
| 21  | Evan Mecham              | Político                              | Estados Unidos | 1924         | [ 21 ] |
| 21  | Maria Helena Dutra       | Jornalista                            | Brasil         | 1937         | [ 22 ] |
| 22  | Oswaldo Louzada          | Ator                                  | Brasil         | 1912         | [ 23 ] |
| 22  | Rubens de Falco          | Ator                                  | Brasil         | 1931         | [ 24 ] |
| 22  | Tsuneyo Toyonaga         | Supercentenária                       | Japão          | 1894         | [ 25 ] |
| 23  | Gentil Ferreira Viana    | Militar                               | Angola         | 1935         | [ 26 ] |
| 23  | Janez Drnovšek           | Político                              | Eslovênia      | 1950         | [ 27 ] |
| 23  | Joaquim Pinto de Andrade | Político                              | Angola         | 1926         | [ 26 ] |
| 23  | Paul Frère               | Automobilista                         | França         | 1917         | [ 28 ] |
| 24  | Larry Norman             | Cantor                                | Estados Unidos | 1947         | [ 29 ] |
| 25  | Ashley Cooper            | Automobilista                         | Austrália      | 1980         | [ 30 ] |
| 27  | William F. Buckley Jr.   | Comentarista                          | Estados Unidos | 1925         | [ 31 ] |
| 27  | Ivan Rebroff             | Cantor                                | Alemanha       | 1931         | [ 32 ] |
| 27  | Buddy Miles              | Baterista                             | Estados Unidos | 1947         | [ 33 ] |